# Eddie Money
Eddie Money, pseudonimo di Edward Joseph Mahoney (Brooklyn, 21 marzo 1949 – Los Angeles, 13 settembre 2019), è stato un cantante, chitarrista, sassofonista e compositore statunitense, di genere rock.
Di grande successo negli anni settanta e ottanta, raggiunse molti piazzamenti nella classifica Top 40 americana e diversi dischi di platino.
La sua carriera musicale iniziò quando, trasferitosi a Berkeley, in California, fu notato e posto sotto contratto dalla casa discografica Columbia Records. Negli anni settanta fu in classifica grazie a singoli come Baby Hold On e Two Tickets to Paradise. Il suo successo proseguì anche negli anni ottanta, grazie anche ai suoi video musicali, trasmessi frequentemente da MTV, tra i quali si ricorda in particolare Shakin e Think I'm in Love.
Money ritornò nel mondo musicale dopo due anni di assenza nel 1986 con il disco di successo Can't Hold Back, che presentò il celebre brano Take Me Home Tonight, che entrò in Top 10, oltre alla canzone I Wanna Go Back. Simile successo ebbe il successivo album Walk on Water, ma la sua carriera da "top 40" finì con il singolo I'll Get By nel 1992, piazzatosi alla posizione numero 21. Durante gli anni novanta e nel nuovo millennio, Money continuò a pubblicare raccolte, presentando talvolta nuove tracce.

## Biografia
Nacque a Brooklyn in una famiglia cattolica di origine irlandese, e crebbe a Long Island. Si diplomò alla Island Trees High School di Levittown nel 1967 e successivamente seguì le orme del padre, divenendo un poliziotto.
Trasferitosi a Berkeley, entrò a far parte di alcune formazioni locali fino a che, notato dalla case discografica Columbia Records, intraprese la carriera solista, pubblicando nel 1977 l'omonimo album Eddie Money, numero 37 nelle classifiche e dotato di due singoli, Baby Hold On e Two Tickets to Paradise, entrambi entrati nella top 40.
L'anno seguente Money pubblicò un secondo album, dal titolo Life for the Taking, con sonorità più vicine al pop. Il disco salì alla posizione numero 17, diversamente dai due singoli estratti, Can't Keep a Good Man Down e Maybe I'm a Fool, che non entrarono nella top 20.
Due anni dopo, nel 1980, fu dato alle stampe Playing for Keeps, disco che raggiunse la posizione numero 35 negli Stati Uniti ma nessun singolo in top 40. Due anni dopo fu il turno di No Control, con i singoli Shakin, Think I'm In Love e Take A Little Bit: fu numero 20 negli USA.
Cercando di duplicare il successo di No Control, Money pubblicò Where's the Party? nel 1983. L'album proponeva i singoli Big Crash, Club Michelle e Leave It To Me, ma raggiunse il più basso piazzamento della sua carriera, la posizione numero 67. Il ritorno al successo di Money si ebbe con il disco Can't Hold Back nel 1986, grazie anche al singolo Take Me Home Tonight, un duetto con Ronnie Spector, che fu numero 4 nella classifica Billboard Hot 100. Altre canzoni di successo furono Wanna Go Back, Endless Nights e We Should Be Sleeping.
Ancora, il singolo Walk on Water, estratto dall'album del 1988 Nothing to Lose, arrivò in top 10. Il disco, che presentava anche tracce come Forget About Love e The Love In Your Eyes, entrò anch'esso nella classifica relativa, diversamente da quelli prodotti in seguito negli anni novanta. La sua popolarità andò poi declinando a causa di alcune pubblicazioni di basso livello e ai problemi di dipendenza dalla droga che lo affliggevano, superati solo nel nuovo millennio.
Il 24 agosto 2019, Money rivelò che gli era stato diagnosticato un carcinoma dell'esofago, malattia che l'avrebbe quindi portato alla morte venti giorni dopo, il 13 settembre 2019, all'età di 70 anni.

## Vita privata
Si sposò due volte: dopo aver divorziato da Margo Lee Walker, prese in moglie Laurie Harris, con cui ebbe i suoi cinque figli, Zachary, Jessica, Joseph, Julian e Desmond.

## Discografia

### Album in studio
- 1977 - Eddie Money
- 1978 - Life for the Taking
- 1980 - Playing for Keeps
- 1982 - No Control
- 1983 - Where's the Party?
- 1986 - Can't Hold Back
- 1988 - Nothing to Lose
- 1991 - Right Here
- 1995 - Love and Money
- 1999 - Ready Eddie
- 2007 - Wanna Go Back

### Raccolte
- 1989 - Greatest Hits: The Sound of Money
- 1996 - Good as Gold
- 1997 - Super Hits
- 2001 - The Best of Eddie Money
- 2003 - Let's Rock and Roll the Place
- 2003 - The Essential Eddie Money

### Album dal vivo
- 1997 - Shakin' with the Money Man
- 1998 - Greatest Hits Live: The Encore Collection
- 2000 - Complete Eddie Money Live

### EP
- 1992 - Unplug It In
- 2009 - The Covers EP: Volume One
- 2009 - The Covers EP: Volume Two
- 2020 - Brand New Day